# هان سونگ وون
هان سونگ وون (Han Seung-won) (Hangul 한승원؛ زادهٔ ۱۹۳۹) نویسنده اهل کره جنوبی است. داستان‌های او اغلب در زادگاه ساحلی‌اش جانگهونگ می‌گذرد و حاوی گویش محلی است.

## زندگی
هان سونگ وون با حضور ادبی خود را در سال ۱۹۶۶ برنده مسابقه نویسنده جدید شینا ایلبو برای داستان کوتاهش " Gajeungseureoun bada " (가증스런 바다 دریای نفرت‌انگیز) شد. او تدریس را در مدرسه ابتدایی Jangdongseo آغاز کرد و همچنین در مدرسه راهنمایی Kwangyang و مدرسه راهنمایی Gwangju Dongshin تدریس کرده‌است.
داستان کوتاه «Mokseon» (목선 قایق چوبی) هان در مسابقه نویسندگی داهان ایلبو در سال ۱۹۶۸ برنده شد و موقعیت ادبی او را تقویت کرد.
هان دریا را «رحم جهان» و منبع الهام خلاق خود توصیف کرده‌است.

## آثار
داستان
۱. 『앞산도 첩첩하고』، 창작과비평사، ۱۹۷۷.
کوه پیش روی من مرتفع است. چانگبی، ۱۹۷۷.
۲. 바다의 뿔』، 동화출판공사، ۱۹۸۲.
شاخ دریا. ۱۹۸۲.
۳. 『불의 딸』، 문학과지성사، ۱۹۸۳.
دختر آتش. ۱۹۸۳.
۴. 『그 바다 끓며 넘치며』، 청한문화사، ۱۹۸۳.
همان‌طور که دریا می‌جوشد. Cheonghan Munhwasa، ۱۹۸۳.
۵. 『아제아제 바라아제』, 삼성, ۱۹۸۵
۶. 『우리들의 돌탑』، 문학과지성사، ۱۹۸۸.
برج سنگی ما ۱۹۸۸.
۷. 『목선』، 시몬출판사، ۱۹۸۹.
قایق چوبی. سیمون، ۱۹۸۹.
۸. 『왕인의 땅』، 동광출판사، ۱۹۸۹.
سرزمین وانی. دونگ وانگ، ۱۹۸۹.
۹. 『낙지같은 여자』، 지양사، ۱۹۹۱.
۱۰. 『아제아제 바라아제۲』، 범조사، ۱۹۹۱.
Aje Aje Bara-Aje 2. بئومجوسا، ۱۹۹۱.
۱۱. 『아제아제 바라아제۳』، 범조사، ۱۹۹۱.
Aje Aje Bara-Aje 3. ۱۹۹۱.
۱۲. 『내 고향 남쪽 바다』، 청아출판사، ۱۹۹۲.
دریاهای جنوبی، زادگاه من. چونگا، ۱۹۹۲.
۱۳. 『새터말 사람들』، 문학과지성사، ۱۹۹۳.
مردم شهرک جدید. ۱۹۹۳.
۱۴. 『시인의 잠』، 문이당، ۱۹۹۴.
خواب شاعر. مونیدانگ، ۱۹۹۴.
۱۵. 『아버지를 위하여』، 문이당، ۱۹۹۵.
برای پدر مونیدانگ، ۱۹۹۵.
۱۶. 『목선:한승원 중단편전집۱』، 문이당، ۱۹۹۹.
قایق چوبی: داستان‌های کوتاه و رمان‌های هان سونگ وون. مونیدانگ، ۱۹۹۹.
۱۷. 『아리랑 별곡:한승원 중단편전집۲』، 문이당، ۱۹۹۹.
آهنگ آریرنگ: داستان‌های کوتاه و رمان‌های هان سونگ وون ۲. مونیدانگ، ۱۹۹۹.
۱۸. 『누이와 늑대:한승원 중단편전집۳』، 문이당، ۱۹۹۹.
خواهر من و گرگ: داستان‌های کوتاه و رمان‌های هان سونگ وون ۲. مونیدانگ، ۱۹۹۹.
۱۹. 『해변의 길손:한승원 중단편전집۴』، 문이당، ۱۹۹۹.
سرگردان در ساحل: داستان‌های کوتاه و رمان‌های هان سونگ وون ۴. مونیدانگ، ۱۹۹۹.
۲۰. 『내 고향 남쪽 바다:한승원 중단편전집۵』، 문이당، ۱۹۹۹.
دریاهای جنوبی، زادگاه من: داستان‌های کوتاه و رمان‌های هان سونگ وون ۵. مونیدانگ، ۱۹۹۹.
۲۱. 『검은댕기 두루미:한승원 중단편전집۶』، 문이당، ۱۹۹۹.
جرثقیل پشت سیاه: داستان‌های کوتاه و رمان‌های هان سونگ وون ۶. مونیدانگ، ۱۹۹۹.
۲۲. 『화사』، 작가정신، ۲۰۰۱.
مار گلدار. Jakkajungsin، ۲۰۰۱.
۲۳. 『초의』، 김영사، ۲۰۰۳.
چویی گیمیانگ، ۲۰۰۳.
۱۴. 『소설 원효(전۳권)』، 비채، ۲۰۰۶.
Wonhyo: A Novel Vol. 1-3. ویچه، ۲۰۰۶.
۱۵. 『추사(전۲권)』، 열림원، ۲۰۰۷.
چوسا جلد. 1-2. Yolimwon، ۲۰۰۷.
۱۶. 『희망 사진관』، 문학과지성사، ۲۰۰۹.
استودیو عکس امید. ۲۰۰۹.
۱۷. 『보리 닷 되』، 문학동네، ۲۰۱۰.
پنج دوه جو. Munhakdongne، ۲۰۱۰.
شعر
۱. 『열애 일기』، 문학과지성사، ۱۹۹۵.
دفتر خاطرات عشق پرشور. ۱۹۹۵.
۲. 『사랑은 늘 혼자 깨어 있게 하고』، 문학과지성사، ۱۹۹۵.
عشق همیشه شما را به تنهایی بیدار نگه می‌دارد.۱۹۹۵.
۳. 『노을 아래서 파도를 줍다』، 문학과지성사، ۱۹۹۹.
زیر غروب موجی برداشتم. ۱۹۹۹.
۴. 『달 긷는 집』، 문학과지성사، ۲۰۰۸.
خانه ای که ماه را می‌کشد. ۲۰۰۸.

### آثار در ترجمه[۴]
1. پدر و پسر (انگلیسی)
2.塔 (ژاپنی)
3.叶落彼岸 (چینی)

## جوایز
۱. ۲۰۱۲: جایزه ادبی سانچئون
۲. ۲۰۰۶: جایزه ادبی دو نگین
۳. ۲۰۰۲: جایزه کتاب قابل توجه جایزه Kiriyama
۴. ۲۰۰۱: جایزه ادبی هیوندای بودایی
۵. ۱۹۹۷: جایزه بزرگ ادبیات دریایی
۶. ۱۹۹۴: جایزه ادبی سئورابول
۷. ۱۹۸۸: جایزه ادبی یی سانگ
۸. ۱۹۸۸: جایزه ادبی هیوندا
۹. ۱۹۸۳: جایزه نویسنده کره ای
۱۰. ۱۹۸۳: جایزه ادبیات کره
۱۱. ۱۹۸۰: جایزه داستانی کره ای